# Walter Rea (1er baron Rea)
Walter Russell Rea, 1er baron Rea (18 mai 1873 - 26 mai 1948), est un banquier commercial britannique et homme politique libéral.

## Biographie
Il est le fils de Russell Rea. Il est élu à la Chambre des communes pour Scarborough en 1906, un siège qu'il occupe jusqu'en 1918, et sert sous Herbert Henry Asquith comme Lords du Trésor de 1915 à 1916.
Il représente plus tard Bradford North entre 1923 et 1924 et Dewsbury entre 1931 et 1935. De 1931 à 1932, il occupe des fonctions au sein du gouvernement national de Ramsay MacDonald comme contrôleur de la maison. Rea est créé baronnet, d'Eskdale dans le comté de Cumberland, en 1935 et en 1937 il est élevé à la pairie comme baron Rea, d'Eskdale dans le comté de Cumberland.
Lord Rea épouse Evelyn, fille de JJ Muirhead, en 1896. Après sa mort en 1930, il épouse Jemima, fille du révérend Alexander Ewing, en 1931. Il meurt en mai 1948, à l'âge de 75 ans, et est remplacé par son fils aîné de son premier mariage, Philip Rea (2e baron Rea), qui devient chef libéral à la Chambre des lords. Sa fille Elisabeth, également issue de son premier mariage, épouse l'industriel Michael Clapham (en). Lady Rea est décédée en 1964.